# Erosion
『erosion』（イロージョン）は、日本のロック・バンド、SADSのセルフカバー・アルバム。2014年6月14日発売。

## 概要
『Evil 7 playground』会場限定販売。シングル「spin」と同時発売。
2010年の再始動以降に再録された音源で構成され発表済音源についてはリミックスが施されている。
ライブ会場限定発売後に、通常盤を一般流通でリリースすると公式ホームページよりアナウンスがあったが、通常販売がされることはなかった。
後に、2018年10月24日発売アルバム『FALLING Ultimate Edition』の通常盤ボーナス・ディスクとして一般販売された。

## 収録曲
| 全作詞: 清春、全編曲: sads & 三代堅。 |                    |           |       |      |
| #                                     | タイトル           | 作詞      | 作曲  | 時間 |
| 1.                                    | 「Because」        | 清春      | sads  | 2:43 |
| 2.                                    | 「STUCK LIFE」     | 清春      | sads  | 2:59 |
| 3.                                    | 「SANDY」          | 清春      | 清春  | 3:08 |
| 4.                                    | 「NIGHTMARE」      | 清春      | 清春  | 2:52 |
| 5.                                    | 「for you」        | 清春      | 清春  | 3:39 |
| 6.                                    | 「Fairy's Malice」 | 清春      | 清春  | 3:02 |
| 7.                                    | 「Liberation」     | 清春      | Sads  | 3:05 |
| 8.                                    | 「Liar」           | 清春      | 清春  | 2:57 |
| 9.                                    | 「THANK YOU」      | 清春      | 清春  | 4:54 |
| 10.                                   | 「CRACKER'S BABY」 | 清春      | 清春  | 3:35 |
| 合計時間:                             | 合計時間:          | 合計時間: | 32:54 |      |